# Nationalblatt

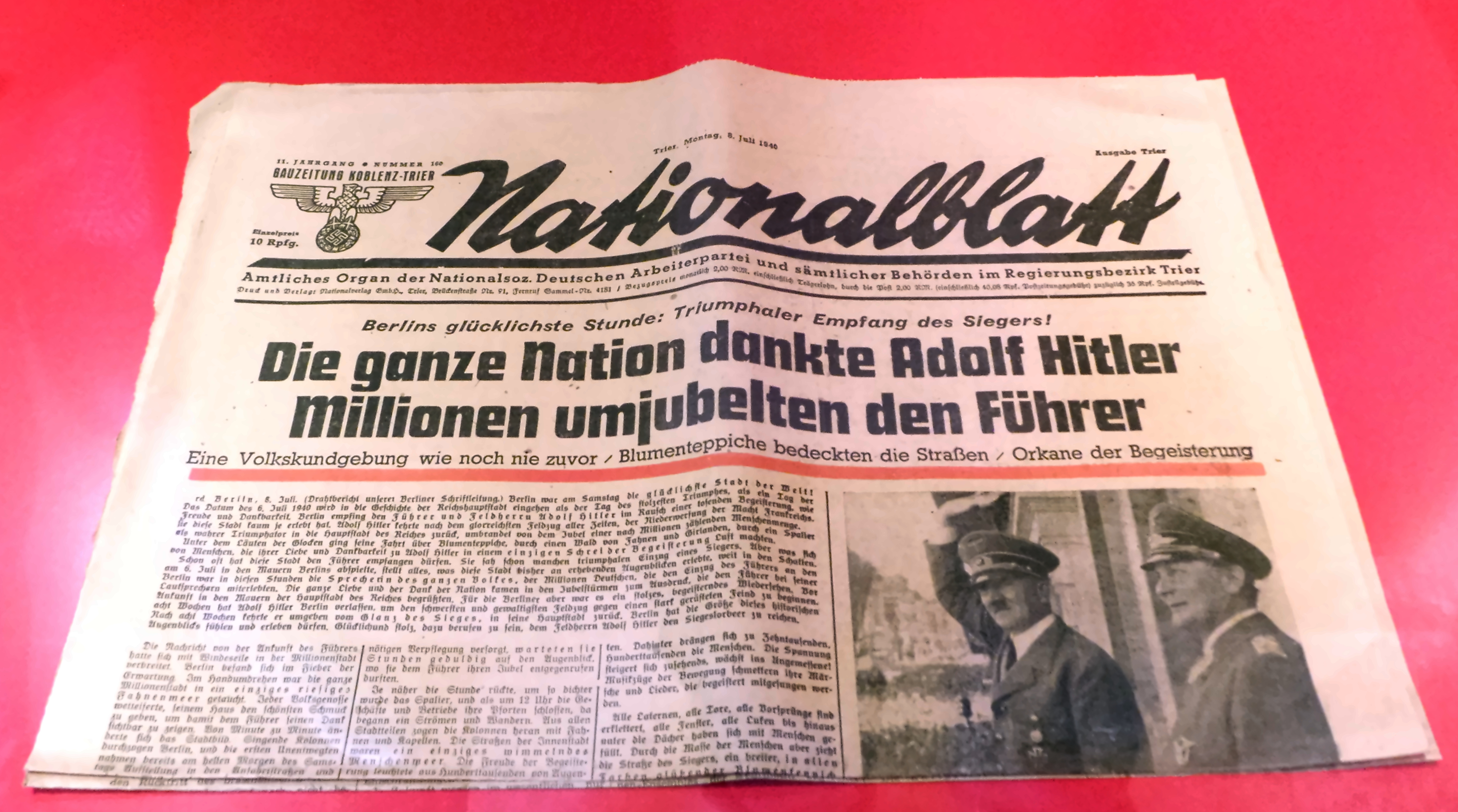
Das Nationalblatt mit der Trierer Lokalausgabe vom 8. Juli 1940; ausgestellt als Leihgabe der Stadtbibliothek Trier im Stadtmuseum Simeonstift Trier

Das Nationalblatt war eine 1930 von Robert Ley, dem Gauleiter des Gaus Rheinland-Süd und späteren Leiter der Deutschen Arbeitsfront, gegründete Propagandazeitung der NSDAP. Nach der Machtergreifung Adolf Hitlers vom 30. Januar 1933 wurde sie zum Herrschaftsinstrument der NSDAP mit dem parteiamtlichen Titel „Nationalblatt – Amtliche Tageszeitung der Nationalsozialistischen Deutschen Arbeiterpartei und aller Behörden im Regierungsbezirk Koblenz“.

## Geschichte
Das Nationalblatt war vom Verbreitungsgebiet gesehen eine Gauzeitung. Es erschien in den drei Lokalausgaben „Koblenzer Nationalblatt“, „Trierer Nationalblatt“ und „Westwacht“ für den Bereich Birkenfeld. Alle Lokalausgaben wurden in Koblenz redigiert, gesetzt und gedruckt. Das Verbreitungsgebiet deckt sich in etwa mit dem 1931 auf Befehl Hitlers eingerichteten nationalsozialistischen Gau Koblenz-Trier (ab 1941 Gau Moselland). Die erste Ausgabe erschien am 2. Juni 1930. Letzte Notausgaben wurden bei Kriegsende im Winter 1944/45 gedruckt. Von 1930 bis 1945 wurden deutlich mehr als dreitausend fortlaufende Zeitungsausgaben gedruckt. „Das Blatt bezeichnete sich seit September 1933 selbst als einziges amtliches Organ sämtlicher Behörden mit der größten Auflage aller Zeitungen am Mittelrhein.“ Das Blatt hatte in der Spitze bis zu 130.000 Abonnenten und Käufer und dies waren nicht nur Parteimitglieder.
Redaktion und Druckerei befanden sich zunächst in einem Altstadthaus in der Mehlgasse. Nach der Machtergreifung wurde der Sitz in die Schloßstraße verlegt, wo später auch die Rhein-Zeitung untergebracht war. Im selben Gebäudekomplex befand sich auch die nationalsozialistische Gauleitung. Konkurrierende Koblenzer Zeitungen wurden entweder eingestellt oder gleichgeschaltet und in das Nationalblatt integriert: Die Koblenzer Volkszeitung wurde 1936 von dem nationalsozialistischen Zentralunternehmen Phönix übernommen, gleichgeschaltet und 1941 völlig eingestellt. Der Koblenzer General-Anzeiger wurde 1943 zwangsweise in das Koblenzer Nationalblatt eingegliedert. Der Leiter der Krabbenschen Buchdruckerei, die den Koblenzer General-Anzeiger herausgab, hatte bereits 1935 unter dem Druck des NS-Regimes den Freitod gewählt.

## Inhalt
An vorderer Stelle des Nationalblatts stand die Berichterstattung über die nationalsozialistische „große“ Politik und das Weltgeschehen gemäß den vom Propagandaminister Joseph Goebbels vorgegebenen Richtlinien und Anweisungen. Die Berichterstattung über regionale und lokale Ereignisse wurden mit Fortsetzungsgeschichten, Film- und Buchbesprechungen, lokalen Geschäfts- und Familienanzeigen und einem Sportteil ergänzt. Darüber hinaus machte diese Zeitung Stimmung gegen Abweichler von der nationalsozialistischen Ideologie, prangerte (auch namentlich) nicht linientreue Mitbürger an, und hetzte gegen Juden auf. Die Mittel reichten von wohlwollender Mahnung bis zur Proskription, z. B. der Veröffentlichung der berüchtigten Judenliste.

## Wertung
Das Koblenzer Presseorgan „Nationalblatt“  „war ein gut funktionierendes kleines Rädchen im großen Getriebe der von der NSDAP und ihren Machthabern „gleichgeschalteten“, d. h. gelenkten und beherrschten, und schließlich zum größeren Teil auch besessenen deutschen Presse bzw. Medien.“